# Марков Олександр Володимирович (астроном)
Олександр Володимирович Марков (рос. Марков Александр Владимирович; 1897 — 19 листопада 1968) — радянський астроном.

## Біографія
Народився в слободі Чернянка  Новооскільського повіту (нині смт. Чернянка Бєлгородської області). У 1923 закінчив Петроградський університет. З 1926, закінчивши аспірантуру при Пулковській обсерваторії, працював в Ленінградському відділенні Центрального науково-дослідного інституту геодезії, аерозйомки і картографії, у Державному оптичному інституті. В 1930-і роки був одним із зісновників Таджикської обсерваторії. З 1944 — у Пулковській обсерваторії.
Основні наукові роботи відносяться до астрономічної фотометрії та пов'язаного з нею приладобудування, до спектрофотометрії, поляриметрії і радіометрії. У 1934 створив перший радянський мікрофотометр для вимірювання фотопластинок, розробив загальну теорію мікрофотометрів. Особливу увагу приділяв дослідженню Місяця, вперше в СРСР визначив температуру ділянок поверхні Місяця, брав активну участь в обробці фотографій зворотного боку Місяця. Запропонував використовувати повітряні кулі для винесення в тропосферу телескопів з радіометром з метою вимірювання інфрачервоного випромінювання Місяця.